# Philogenia zeteki
Philogenia zeteki är en trollsländeart som beskrevs av Westfall och Meg S. Cumming 1956. Philogenia zeteki ingår i släktet Philogenia och familjen Megapodagrionidae. Inga underarter finns listade i Catalogue of Life.